# Hnojné
Hnojné é um município da Eslováquia, situado no distrito de Michalovce, na região de Košice. Tem 6,81 km² de área e sua população em 2018 foi estimada em 220 habitantes.

## Demografia
| Ano:        | 1994 | 2004    | 2014   | 2024    |
| ----------- | ---- | ------- | ------ | ------- |
| Broj ljudi: | 175  | 242     | 218    | 243     |
| Razlika:    |      | +38,28% | -9,91% | +11,46% |

| Ano:               | 2023 | 2024   |
| ------------------ | ---- | ------ |
| Número de pessoas: | 251  | 243    |
| Diferença:         |      | -3,18% |